# Omnium (kolarstwo)
Omnium – wielobój w kolarstwie torowym w formacie ustalanym przez UCI.
Omnium włączone zostało do programu mistrzostw świata w 2007 roku, a w programie  igrzysk olimpijskich zadebiutowało w Londynie w 2012 roku.

## Przebieg Omnium

### 2014-2016
Od czerwca 2014 do końca 2016 roku, w skład Omnium wchodziło 6 konkurencji:
1. Okrążenie ze startu lotnego 250 m.
2. Wyścig punktowy (40 km mężczyźni, 25 km kobiety) – wyścigi punktowe odbywają się zwykle na dystansach na 40 lub 25 km. Przypominają one częściowo zawody szosowe. Wszyscy zawodnicy jadą razem w peletonie. Na wybranych okrążeniach znajdują się „lotne” finisze, za które dostaje się punkty. Wygrywa ten zawodnik, który uzbiera najwięcej punktów. Nie musi to być zawodnik, który jako pierwszy przybędzie na końcową metę, lecz ten, który jest najbardziej aktywny w czasie całego wyścigu.
3. Wyścig eliminacyjny/australijski (48 okrążeń przy 24 zawodnikach) – co ustaloną liczbę okrążeń odpada zawodnik, który jako ostatni przejedzie linię mety. Zawodnicy ścigają się do momentu, w którym zostanie tylko jeden z nich[2].
4. Scratch (15 km mężczyźni, 10 km kobiety).
5. Wyścig indywidualny na dochodzenie (4 km mężczyźni, 3 km kobiety).
6. Wyścig czasowy (1000 m mężczyźni, 500 m kobiety) – wyścig indywidualny ze startu zatrzymanego. Uważany za najcięższą konkurencję torową, porównywany do biegu na 400 m, gdzie zawodnik musi utrzymać szybkość sprintu przez wydłużony okres.

### 2017-obecnie
W 2016 UCI zdecydowała, że druga, czwarta i piąta część zostanie wykreślona i dodany zostanie wyścig na tempo (ang. tempo race). Zmieniono także dystanse w wyścigu punktowym.
1. Scratch (15 km mężczyźni, 10 km kobiety).
2. Wyścig eliminacyjny/australijski (48 okrążeń przy 24 zawodnikach).
3. Wyścig na tempo.
4. Wyścig punktowy (25 km mężczyźni, 20 km kobiety).